# سبنسر أو. فيشر
سبنسر أو. فيشر هو سياسي أمريكي، ولد في 3 فبراير 1843، وتوفي في 1 يونيو 1919 في باي سيتي في الولايات المتحدة. نشط حزبياً في الحزب الديمقراطي. وقد انتخب عضو مجلس النواب الأمريكي ‏.